# Bezirk Lubaczów
Bezirk Lubaczów – dawny powiat (Bezirk) kraju koronnego Królestwo Galicji i Lodomerii, funkcjonujący w latach 1854–1867. Siedzibą starostwa było miasto Lubaczów.

## Historia
Bezirk Lubaczów utworzono w ramach reformy uwłaszczeniowej z okresu Wiosny Ludów (1848–1849), która likwidowała jurysdykcję właściciela ziemskiego nad poddanymi. W Galicji, dominium – jako podstawowa jednostka administracyjna i filar systemu feudalnego straciło rację bytu. Konieczne stało się zatem wprowadzenie nowego systemu administracyjnego, którego zręby powstały w latach 1851–1855. Nowy trójstopniowy podział administracyjny objął 21 cyrkułów (niem. Kreise), 179 małych powiatów (niem. Bezirke) i ponad 6000 gmin (niem. Gemeinde).
Bezirk Lubaczów objął obszar o wielkości 9,5 mil², zamieszkany przez 29.162 ludzi i podzielony na 24 gminy katastralne, w tym jedno miasto (Lubaczów) i jedno miasteczko (Oleszyce). Wszedł w skład cyrkułu żółkiewskiego, jako jeden z jego dziesięciu powiatów. Powiat miał nietypwy kształt, jako że pośrodku jego obszaru znajdowała się duża enklawa należąca do cyrkułu przemyskiego (Bezirk Radymno), którą stanowiła gmina Nowa Grobla, a która z kolei dzieliła gminę Sucha Wola na dwie części. Ponadto gmina Stare Sioło posiadała nietuzinkowy kształt, objejmując część główną  oraz trzy eksklawy; na uwagę zasługują tu: eksklawa Lichacze, stanowiąca cypel przylegający do Miłkowa, oraz eksklawa Ihnasze, położona w dalekiej odnodze powiatu, wrzynającej się w głąb Bezirk Sieniawa w cyrkule przemyskim. Ponadto Bezirk Lubaczów oddzielał na wschodzie zachodnią częśc Bezirk Niemirów, która w tym miejscu tworzyła dużą eksklawę.
Po nadaniu Galicji autonomii oraz powołaniu samorządu gminnego i powiatowego w 1865 zlikwidowano cyrkuły (Kreise). Dotychczasowe małe powiaty (Bezirke) w liczbie 179, utrzymały się do 1867 roku, kiedy to w następstwie kolejnej reformy administracyjnej (23 stycznia 1867) zostały zastąpione przez 74 większych powiatów. Obszar zniesionego Bezirk Lubaczów wszedł wtedy w całości w skład nowego powiatu cieszanowskiego. 1 stycznia 1894 gminy Kobylnica Ruska, Fehlbach i Kobylnica Wołoska włączono do powiatu jaworowskiego. 1 stycznia 1923 powiat cieszanowski przekształcono w powiat lubaczowski. 15 czerwca 1934 gminy Wólka Zapałowska i Zapałów oraz przysiółek Ignasze z gminy Stare Sioło przeniesiono z powiatu lubaczowskiego do powiatu jarosławskiego, eliminując w ten sposób głęboką protruzję lubaczowską, co znacznie wyrównało linię graniczną. 9 kwietnia 1934 zniesiono gminę Ostrowiec, włączając ją do miasta Lubaczowa.

## Podział administracyjny (1854)
| Lp. | Gmina jednostkowa                                                | Powierzchnia | Ludność | Powiat w 1867 po zniesieniu |
| --- | ---------------------------------------------------------------- | ------------ | ------- | --------------------------- |
| 1   | Lubaczów (M) z Mokrzycą                                          | 3377         | 3395    | cieszanowski                |
| 2   | Basznia z Czerwinkami, Sieniawką, Reichau, Borową Górą i Tymcami | 9470         | 2990    | cieszanowski                |
| 3   | Dąbrowa z Kornagami, Rudą i Szutkami                             | 754          | 423     | cieszanowski                |
| 4   | Huta Kryształowa                                                 | 1346         | 115     | cieszanowski                |
| 5   | Lisiejamy z Ostrowcem                                            | 2704         | 881     | cieszanowski                |
| 6   | Młodów z Burgau, Antonikami i Mokrzycą                           | 1980         | 1003    | cieszanowski                |
| 7   | Opaka z Felsendorf Kolonie                                       | 3173         | 800     | cieszanowski                |
| 8   | Kobylnica Ruska z Fehlbach Kolonie                               | 4021         | 1198    | cieszanowski                |
| 9   | Kobylnica Wołoska                                                | 3946         | 1126    | cieszanowski                |
| 10  | Łukawiec                                                         | 6288         | 1107    | cieszanowski                |
| 11  | Bihale                                                           | 1415         | 749     | cieszanowski                |
| 12  | Szczutków                                                        | 1435         | 589     | cieszanowski                |
| 13  | Oleszyce (M) z Futorami i Onuszkami                              | 2668         | 1824    | cieszanowski                |
| 14  | Oleszyce Stare z Zabiałą                                         | 4408         | 1581    | cieszanowski                |
| 15  | Sucha Wola z Krzakami                                            | 2785         | 1026    | cieszanowski                |
| 16  | Zapałów                                                          | 6407         | 1231    | cieszanowski                |
| 17  | Wólka Zapałowska                                                 | 580          | 226     | cieszanowski                |
| 18  | Stare Sioło, Bachory, Onyszki, Ihnasze i Lichacze                | 15006        | 2068    | cieszanowski                |
| 19  | Miłków                                                           | 1237         | 483     | cieszanowski                |
| 20  | Dachnów                                                          | 8056         | 1069    | cieszanowski                |
| 21  | Dzików z Łabędziami                                              | 6140         | 2206    | cieszanowski                |
| 22  | Cewków                                                           | 4891         | 1815    | cieszanowski                |
| 23  | Borchów                                                          | 456          | 323     | cieszanowski                |
| 24  | Załuże                                                           | 1494         | 934     | cieszanowski                |

Objaśnienie:
(M) = miasto; (m) = miasteczko